# Universitat de Xile
La Universitat de Xile (en castellà: Universidad de Chile) és una institució pública d'educació superior amb seu en la capital Santiago. La universitat és la més antiga de Xile i va ser inaugurada oficialment el 17 de setembre de 1843 per iniciativa de substitució i continuació de l'antiga i colonial Real Universitat de Sant Felip amb la seva data de fundació en l'any 1738. Alguns dels seus titulats il·lustres d'aquesta universitat han estat 20 presidents i 2 guardonats destacades amb el Premi Nobel. Actualment compta amb uns 39.838 alumnes.
L'himne d'aquesta Universitat fou escrit pel compositor René Amengual (1911-1954), fill de la ciutat de Santiago.